# Emericellopsis robusta
Emericellopsis robusta är en svampart som beskrevs av Emden & W. Gams 1971. Emericellopsis robusta ingår i släktet Emericellopsis, ordningen köttkärnsvampar, klassen Sordariomycetes, divisionen sporsäcksvampar och riket svampar.   Inga underarter finns listade i Catalogue of Life.